# 3385 Bronnina
3385 Bronnina eller 1979 SK11 är en asteroid i huvudbältet som upptäcktes den 24 september 1979 av den rysk-sovjetiske astronomen Nikolaj Tjernych vid Krims astrofysiska observatorium på Krim. Den har fått sitt namn efter astronomen Nina Michajlovna Bronnikova.
Asteroiden har en diameter på ungefär sju kilometer.